# Риформінг
Риформінг, Риформінґ [каталітичний] (рос. риформинг [каталитический]; англ. [catalytic] reforming; нім. [katalytischer] Reforming n) — термокаталітичний процес отримання високооктанового компонента автомобільних бензинів, ароматизованого концентрату для виробництва індивідуальних вуглеводнів і технічного водню в результаті каталітичних перетворень бензинових фракцій первинного і вторинного походження, а також бензини гідрокрекінгу і крекінгу каталітичного.
Термічне чи каталітичне перетворення менш цінних продуктів у більш цінні, наприклад:
- перетворення нафтопродуктів з високою температурою кипіння в продукти з нижчою температурою кипіння і високим октановим числом;
- синтез газу з продуктів нафто- чи вуглехімії з підвищеним вмістом водню для використання у паливних елементах.

## Сировина
Як сировина риформінгу зазвичай використовуються прямогінні бензинові фракції. Також сировиною можуть використовуватися бензини вторинних процесів — гідрокрекінгу, термічного крекінгу і т. д., за умови їх спеціальної підготовки. При отриманні високооктанового компонента автомобільного бензину використовуються широкі фракції, що википають в межах від 60–90 °С до 180 °С; при отриманні бензолу, толуолу, ксилолів — вузькі фракції, що википають відповідно в інтервалах 62–85 °С, 85–105 °С, 105–140 °С. Для запобігання дезактивації каталізатора в сировині обмежується вміст сірки (не більше 0,00005 ÷ 0,0010 % в залежності від типу каталізатора) і азоту (не більше 0,0001 %).

## Каталізатори
Каталізатори риформінгу належать до класу металевих каталізаторів, приготовлених нанесенням невеликої кількості металу на вогнетривкий носій. На першому етапі розвитку процесу застосовувалися монометалічні каталізатори — алюмоплатинові. Сучасні каталізатори — поліметалічні, являють собою оксид алюмінію, оброблений хлором, з рівномірно розподіленими по всьому об'єму платиною і металевими промоторами (реній, кадмій та/або ін.). На вітчизняних установках риформінгу застосовуються, як вітчизняні каталізатори: типу KP, ПР, REF, РБ, так і зарубіжні типу R (випускається фірмою ЮОП, США) і типу RG (французької фірми «Прокаталіз»). Для забезпечення довготривалого циклу роботи ці каталізатори вимагають ретельної підготовки сировини. Сировина має бути очищеною від сірчистих, азотистих і кисневмісних сполук, що забезпечується включенням до складу установок риформінгу блоків гідроочищення; циркулюючий в системі водневовмісний газ повинен бути ретельно осушений.

## Опис процесу
Для одержання високооктанового бензину як сировину застосовують фракцію 80–180 °C і одержують бензин з октановим числом 80–86. Ароматичні вуглеводні одержують з вузьких фракцій: до 85 °C (бензол), 85–110 °C (толуол) і 110–140 °C (ксилоли).
Усі процеси риформінгу підрозділяють на гідроформінг і платформінг.
Гідроформінг проводять з каталізаторами-оксидами молібдену, кобальту, хрому і їх сумішей при температурі 480–550 °C і тиску водню 1–2 МПа.
Платформінг проводять в присутності платини, нанесеної на оксид алюмінію (0,3–0,7 %), активованої HF чи HCl, при 470–540 °C і тиску водню 1,5-5 МПа. Як носій застосовують також алюмосилікати і цеоліти, а як каталізатори — платино-ренієві комплекси.
У процесі платформінгу відбувається в основному перетворення алканів і нафтенів в арени за рахунок дегідрування шестиланкових нафтенів, ізомеризації циклопентанів у циклогексани з наступним дегідруванням останніх (дегідроізомеризація), дегідроциклізація алканів (каталітична ароматизація).

## Продукція каталітичного риформінгу
- 1) вуглеводневий газ, який служить паливом нафтозаводських печей;
- 2) головка стабілізації (вуглеводні С3-С4 або С3-С5), яка використовується як побутовий газ або сировина газофракціонувальних устатковань;
- 3) каталізат, який використовується як компонент автомобільних бензинів або сировини устатковань екстракції ароматичних вуглеводнів;
- 4) водневмісний газ (75–85 % об.), який використовується в процесах гідроочищення, гідрокрекінгу, ізомеризації, гідродеалкілування.

## Інтернет-ресурси
- Oil Refinery Processes, A Brief Overview [Архівовано 9 березня 2008 у Wayback Machine.]
- Colorado School of Mines, Lecture Notes [Архівовано 30 вересня 2015 у Wayback Machine.] (Chapter 10, Refining Processes, Catalytic Refinery by John Jechura, Adjunct Professor)
- Students' Guide to Refining [Архівовано 5 лютого 2012 у Wayback Machine.] (scroll down to Platforming)
- Modern Refinery Website of Delft University of Technology, Netherlands (use search function for Reforming)
- Major scientific and technical challenges about development of new refining processes [Архівовано 24 листопада 2006 у Wayback Machine.] (IFP website)